# Коронован гвенон
Коронован гвенон още златокоремен гвенон (Cercopithecus pogonias) е вид бозайник от семейство Коткоподобни маймуни (Cercopithecidae).

## Разпространение
Видът е разпространен в Ангола, Габон, Демократична република Конго, Екваториална Гвинея (Биоко), Камерун, Нигерия, Руанда, Уганда и Централноафриканска република.